# Atherinella crystallina
Atherinella crystallina е вид лъчеперка от семейство Atherinopsidae. Видът е почти застрашен от изчезване.

## Разпространение и местообитание
Разпространен е в Мексико.
Обитава сладководни и тропически води, заливи и крайбрежия.